# Roland Resch (Politiker)
Roland Resch (* 24. November 1951 in Gräfenthal, Landkreis Saalfeld, Thüringen, DDR) ist ein deutscher Ingenieur, Naturschützer und Politiker (ehemals Bündnis 90/Die Grünen). Von 1992 bis 1994 war er Bildungsminister von Brandenburg, danach bis 1998 neben Sylvia Voß Landesvorsitzender von Bündnis 90/Die Grünen Brandenburg. Nach seinem Parteiaustritt wurde er auf der Liste der Grünen als Kommunalpolitiker aktiv.

## Leben und Beruf
Nach dem Abitur 1970, das mit einer Berufsausbildung zum Reichsbahner verbunden war, studierte Resch bis 1972 katholische Theologie an den Universitäten in Halle und Erfurt. Anschließend arbeitete er kurzzeitig als Springer bei der Deutschen Reichsbahn. 1973 nahm er ein Studium an der Ingenieurschule für Chemie „Justus von Liebig“ in Magdeburg auf, das er 1976 mit der Prüfung als Ingenieur für Wasserwirtschaft abschloss. Er arbeitete als Ingenieur beim VEB Wasserversorgung und Abwasserbehandlung (WAB) in Templin und wechselte 1979 in gleicher Funktion zum VEB WAB in Neubrandenburg. 1983 wurde er Mitglied der Projektierungsgruppe investitionsvorbereitender Tiefbau in der Landwirtschaft.
Resch hatte von 1987 bis 1991 eine Teilzeitstelle im Naturschutz inne. Seit 1995 beteiligte er sich am Aufbau des Naturparks Uckermärkische Seen bei Lychen, dessen Leitung er von 1997 bis 2017 innehatte.
Roland Resch ist verheiratet und hat zwei Töchter. Er ist mit der Fernsehmoderatorin Carla Kniestedt verheiratet, wohnt in Lychen und betreibt dort ein Restaurant und ein Café in einer historischen Mühle.

## Politik
Resch war zu Zeiten der DDR Mitglied der FDJ. Während der politischen Wende zählte er zu den Gründern der Grünen in Brandenburg. Er wurde 1990 als Vertreter der Grünen Partei Templin in den Kreistag des Landkreises Templin gewählt und übernahm dort zunächst die Funktionen als Umweltdezernent und stellvertretender Landrat. 1991/92 amtierte er als Landrat des Kreises. In dieser Zeit wechselte er zum Bündnis 90.
Resch wurde am 16. Dezember 1992 als Minister für Bildung, Jugend und Sport in die von Ministerpräsident Manfred Stolpe geführte Regierung des Landes Brandenburg berufen. Er wurde damit Nachfolger von Marianne Birthler, die am 29. Oktober 1992 aus Protest gegen die Stasi-Verstrickungen von Manfred Stolpe zurückgetreten war. Nach der Bildung einer SPD-Alleinregierung schied er am 11. Oktober 1994 aus dem Amt des Bildungsministers aus. Im Anschluss wurde er zusammen mit Sylvia Voß zum gleichberechtigten Vorstandssprecher der Bündnisgrünen in Brandenburg gewählt. Im Oktober 1999 trat Resch aus der Partei Bündnis 90/Die Grünen aus.
Danach war Resch parteiloser Kreistagsabgeordneter mit dem Mandat der Partei Bündnis 90/Die Grünen sowie bis 2014 Kreistagsvorsitzender des Landkreises Uckermark. Im Jahre 2010 kandidierte Resch als parteiloser Kandidat für das Amt des Landrates in der Uckermark, nachdem Ende 2009 ein Versuch von SPD, CDU und FDP gescheitert war, die Direktwahl des Landrates zu verhindern, weil ein Bürgerentscheid die Direktwahl durchsetzte.